# Syllis ciliata
Syllis ciliata är en ringmaskart som beskrevs av Mecznicow 1865. Syllis ciliata ingår i släktet Syllis och familjen Syllidae. Inga underarter finns listade i Catalogue of Life.